# Coast to Coast
Coast to Coast este al doilea album al trupei irlandeze Westlife, lansat pe 6 noiembrie, 2000 prin RCA Records.

## Receptare
Coast to Coast a primit în general recenzii negative, Entertainment.ie oferind albumului o stea din cinci, numind albumul "sinucidere comercială"; site-ul Allmusic a dat o notă mai pozitivă, acordând 2.5 stele din 5, comparând trupa cu alte trupe ca Take That și Boyzone.
Albumul a fost pe locul 3 în topul celor mai bine vândute albume din Regatul Unit pe anul 2000, fiind cel mai bine vândut album al trupei de până acum.

## Performanța din topuri
Coast to Coast a ocupat locul 1 în UK Top 75 Albums cu 234.000 de copii vândute în prima săptamână. Albumul a rămas pe locul 1 timp de o săptămână, fiind învins compilația The Beatles 1 al trupei The Beatles. Albumul a primit 5 Discuri de Platină și a fost vândut în peste 1,5 milioane de exemplare în Regatul Unit.

## Melodii
1. My Love (3:53)
2. What Makes A Man (3:51)
3. I Lay My Love On You (3:30)
4. I Have A Dream (4:16)
5. Against All Odds (impreuna cu Mariah Carey) (3:22)
6. When You're Looking Like That (3:53)
7. Close (4:04)
8. Somebody Needs You (3:09)
9. Angel's Wings (4:05)
10. Soledad (3:58)
11. Puzzle of My Heart (3:40)
12. Dreams Come True (3:08)
13. No Place That Far (3:13)
14. Close Your Eyes (4:34)
15. You Make Me Feel (3:38)
16. Loneliness Knows Me By Name (3:03)
17. Fragile Heart (3:01)
18. Every Little Thing You DoA (4:11)
19. Don't Get Me Wrong (3:43)

A Nu au fost incluse în varianta internațională a albumului.

## Performanțele din topuri
| Țara          | Locul | Vânzări    | Premii               |
| ------------- | ----- | ---------- | -------------------- |
| Regatul Unit  | 1     | 1.800.000+ | 6 Discuri de Platină |
| Irlanda       | 1     | 110.000    | 5 Discuri de Platină |
| Danemarca     | 8     | 30.000     | Disc de Platină      |
| Belgia        | 17    |            |                      |
| Germania      | 19    | 150.000    | Disc de Aur          |
| Olanda        | 13    | 25.000     | Disc de Aur          |
| Noua Zeelandă | 2     | 60.000     | 4 Discuri de Platină |
| Norvegia      | 6     | 30.000     | Disc de Platină      |
| Suedia        | 3     | 40.000     | Disc de Platină      |
| Elveția       | 38    | 15.000     | Disc de Aur          |
| Mexic         | 6     | 115,000+   | Discul de Aur        |